# Yovie Widianto
Yovie Widianto (ur. 21 stycznia 1968 w Bandungu) – indonezyjski pianista i twórca utworów popowych.
W 1986 r. założył formację Kahitna, z którą wypromował szereg przebojów na lokalnym rynku muzycznym. Był także klawiszowcem grupy Yovie & Nuno.
Stworzył wiele spośród najpopularniejszych utworów zespołu Kahitna. Współpracował także z artystami takimi jak Rossa, Ruth Sahanaya, Rio Febrian, Audy, Pinkan Mambo, Nia Zulkarnaen i Chrisye. Uwieńczeniem jego osiągnięć na polu muzyki było skomponowanie utworu „Kita Bisa”, który stał się oficjalną piosenką Igrzysk Azji Południowo-Wschodniej w 2011 roku.
Jest zaliczany do grona kompozytorów, którzy przyczynili się do rozwoju indonezyjskiej muzyki popularnej.